# Radok Lake
Der Radok Lake ist ein 6,5 km langer See in den Prince Charles Mountains im ostantarktischen Mac-Robertson-Land. Er wird von dem im Westen in ihn einmündenden Battye-Gletscher gespeist und liegt 5 km südwestlich des Beaver Lake sowie 25 km südöstlich der Aramis Range.
Kartiert wurde der See im Rahmen der Australian National Antarctic Research Expeditions anhand von Luftaufnahmen der Royal Australian Air Force aus dem Jahr 1956. Namensgeber ist der deutschstämmige Meteorologe Uwe Radok (1916–2009) von der University of Melbourne, der maßgeblich am australischen Glaziologieprogramm in der Antarktis beteiligt war.